# Radical 157
El radical 157, representado por el carácter Han 足, es uno de los 214 radicales del diccionario de Kangxi. En mandarín estándar es llamado 足部, (zú bù, ‘radical «pie»’); en japonés es llamado 足部, そくぶ (sokubu), y en coreano 족 (jok).
El radical 157 aparece casi siempre en el lado izquierdo de los caracteres que clasifica, simplificado en la forma variante ⻊(por ejemplo, en 趵). No obstante, en algunas ocasiones puede aparecer en la parte inferior sin simplificar (por ejemplo en 跫). 
Los caracteres clasificados bajo el radical «pie» suelen tener significados relacionados con movimientos o acciones realizadas con los pies o con las piernas. Como ejemplo de lo anterior están 路, ‘camino’; 跡, ‘huella’; 践, ‘pisar’.

## Nombres populares
- Mandarín estándar: 足字旁, zú zì páng, ‘carácter «pie» en un lado’; 足字底, zú zì dǐ, ‘carácter «pie» en la parte inferior’.
- Coreano: 발족부, bal jok bu, ‘radical jok-pie’.
- Japonés:　足（あし）, ashi, ‘pie’; 足偏（あしへん）, ashihen, ‘«pie» en el lado izquierdo del carácter’.[1]
- En occidente: radical «pie».

## Galería
| Estilos antiguos                                 | Estilos antiguos                  | Estilos antiguos                        | Estilos antiguos                   | Estilos antiguos                   | Estilos empleados actualmente       | Estilos empleados actualmente  | Estilos empleados actualmente    | Estilos empleados actualmente   | Estilos empleados actualmente  |
|                                                  |                                   |                                         |                                    |                                    |                                     | 足                             | 足                               |                                 |                                |
| 甲骨文 jiǎgǔwén (escritura de huesos oraculares) | 金文 jīnwén (escritura de bronce) | 简帛 jiǎnbó (escritura de bambú y seda) | 篆文 zhuànwén (escritura de sello) | 篆文 zhuànwén (escritura de sello) | 隸書 lìshū (estilo de los escribas) | 楷書 kǎishū (estilo regular)   | 楷書 kǎishū (estilo regular)     | 行書 xǐngshū (estilo corriente) | 草書 cǎoshū (estilo de hierba) |
| 甲骨文 jiǎgǔwén (escritura de huesos oraculares) | 金文 jīnwén (escritura de bronce) | 简帛 jiǎnbó (escritura de bambú y seda) | 大篆 dàzhuàn (sello grande)        | 小篆 xiǎozhuàn (sello pequeño)     | 隸書 lìshū (estilo de los escribas) | 繁體／繁体 fántǐ (tradicional) | 简体／簡體 jiǎntǐ (simplificado) | 行書 xǐngshū (estilo corriente) | 草書 cǎoshū (estilo de hierba) |

## Caracteres con el radical 157
| trazos | carácter                                                                                        |
| ------ | ----------------------------------------------------------------------------------------------- |
| + 0    | 足 ⻊                                                                                           |
| + 2    | 趴                                                                                              |
| + 3    | 趵 趶 趷 趸                                                                                     |
| + 4    | 趹 趺 趻 趼 趽 趾 趿 跀 跁 跂 跃 跄                                                             |
| + 5    | 跅 跆 跇 跈 跉 跊 跋 跌 跍 跎 跏 跐 跑 跒 跓 跔 跕 跖 跗 跘 跙 跚 跛 跜 距 跞                   |
| + 6    | 跟 跠 跡 跢 跣 跤 跥 跦 跧 跨 跩 跪 跫 跬 跭 跮 路 跰 跱 跲 跳 跴 践 跶 跷 跸 跹 跺 跻          |
| + 7    | 跼 跽 跾 跿 踀 踁 踂 踃 踄 踅 踆 踇 踈 踉 踊 踋 踌 踍 踎                                        |
| + 8    | 踏 踐 踑 踒 踓 踔 踕 踖 踗 踘 踙 踚 踛 踜 踝 踞 踟 踠 踡 踢 踣 踤 踥 踦 踧 踨 踩 踪 踬 踭 踮 踯 |
| + 9    | 踫 踰 踱 踲 踳 踴 踵 踶 踷 踸 踹 踺 踻 踼 踽 踾 踿 蹀 蹁 蹂 蹃 蹄 蹅                            |
| + 10   | 蹆 蹇 蹈 蹉 蹊 蹋 蹌 蹍 蹎 蹏 蹐 蹑 蹒 蹓                                                       |
| + 11   | 蹔 蹕 蹖 蹗 蹘 蹙 蹚 蹛 蹜 蹝 蹞 蹟 蹠 蹡 蹢 蹤 蹥 蹦 蹧 蹮                                     |
| + 12   | 蹨 蹩 蹪 蹫 蹬 蹭 蹯 蹰 蹱 蹣 蹲 蹳 蹴 蹵 蹶 蹷 蹸 蹹 蹺 蹻 蹼 蹽 蹾 蹿 躀                      |
| + 13   | 躁 躂 躃 躅 躆 躇 躈 躉                                                                         |
| + 14   | 躄 躊 躋 躌 躍 躎 躏                                                                            |
| + 15   | 躐 躑 躒 躓 躔 躕 躖                                                                            |
| + 16   | 躗 躘 躙 躚 躛 躜                                                                               |
| + 17   | 躝 躞 躟 躠                                                                                     |
| + 18   | 躡 躢 躣 躤 躥                                                                                  |
| + 19   | 躦 躧                                                                                           |
| + 20   | 躨 躩 躪                                                                                        |